# عزازيل
عزازيل أو أذريل (بالعبرية: עזאזל) اسم غامض يوجد في الكتاب العبري والأبوكريفا ويستعمل أيضا بدل رميل وجبريل. يظهر الاسم أولا في سفر اللاويين حيث يكرس كبش «لعزازيل» ويحرر للصحراء كجزء من شعائر يوم كيبور.

## المعنى
يعتقد أن عزازيل يعني «الله كان قويا» أو «الله يقوي» من كلمة عزز العبرية بمعنى قوي وكلمة إل أي الله. يكتب الاسم أيضا عزازيل وهذا يترجم عادة ملاك الموت.

## في الكتاب العبري

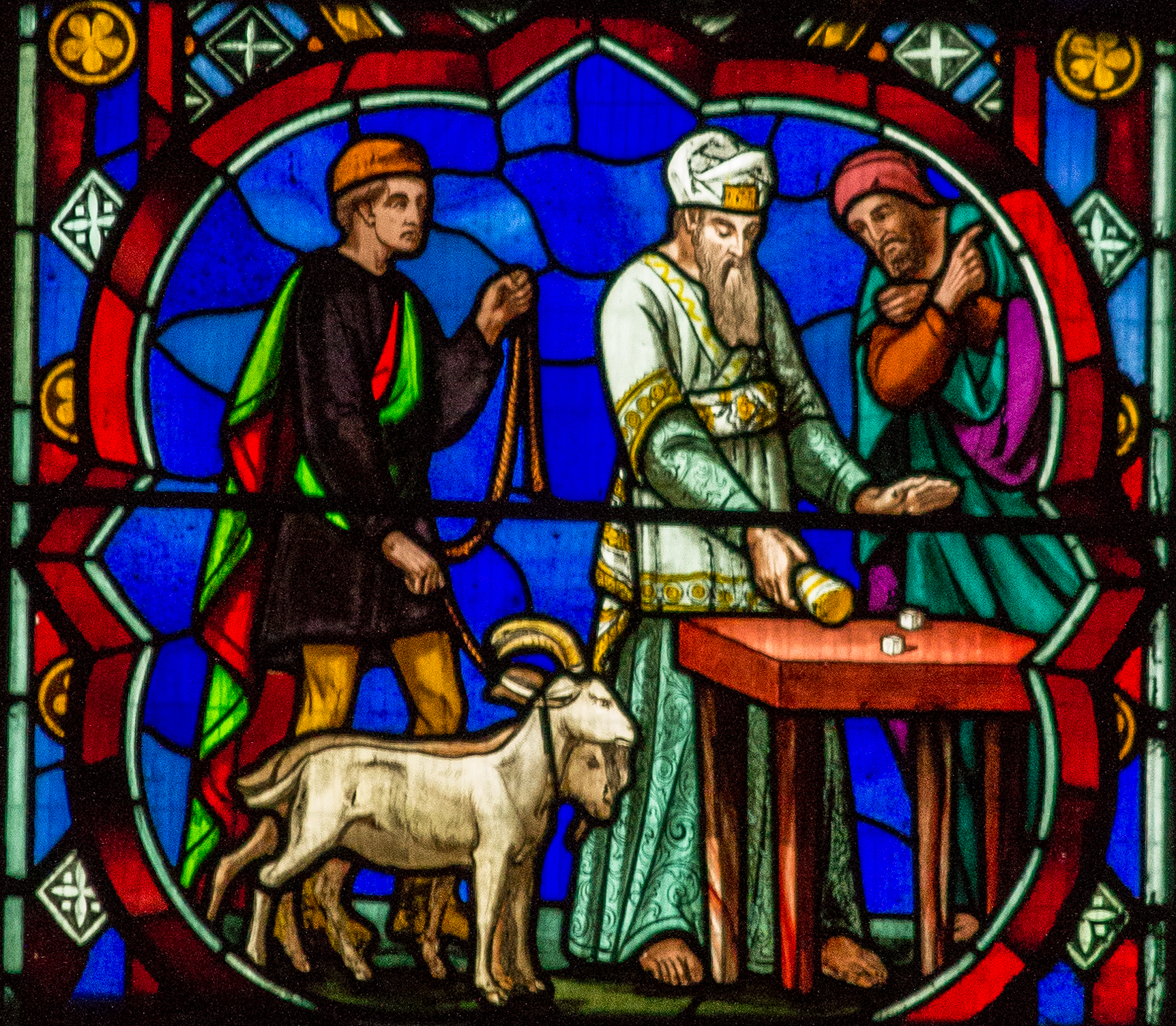
هارون يلقي على التيسين قرعتين قرعة للرب وقرعة لعزازيل، كاتدرائية لينكن

يظهر عزازيل لأول مرة في الكتاب العبري في سفر اللاويين 16: 8 حيث يأمر الله هارون أن «يلقي هرون على التيسين قرعتين قرعة للرب وقرعة لعزازيل» في يوم التكفير الإسرائيلي. الكبش أو التيس المختار بالقرعة لله يقدم كقربان ذنب بينما كبش عزازيل «يرسله إلى عزازيل إلى البرية» حسب اللاويين 16: 21-22. وفي سفر اللاويين 16: 26 «و الذي أطلق التيس إلى عزازيل يغسل ثيابه ويرحض جسده بماء وبعد ذلك يدخل إلى المحلة». وهذا أصل كبش الفداء.
حسب بعض العلماء اشتق اسم عزازيل من عزز بمعنى قوي أو عظيم ومن إل أي الله أو قوي، فيصبح المعنى قوي الله أو يشير إلى المنحدرات الجبلية القوية التي يرمى منها الماعز. تقترح نظريات أخرى أن عزازيل مشتق من إله كنعاني هو عسيز الذي يعتقد أنه سبب احتراق الشمس بقوة.

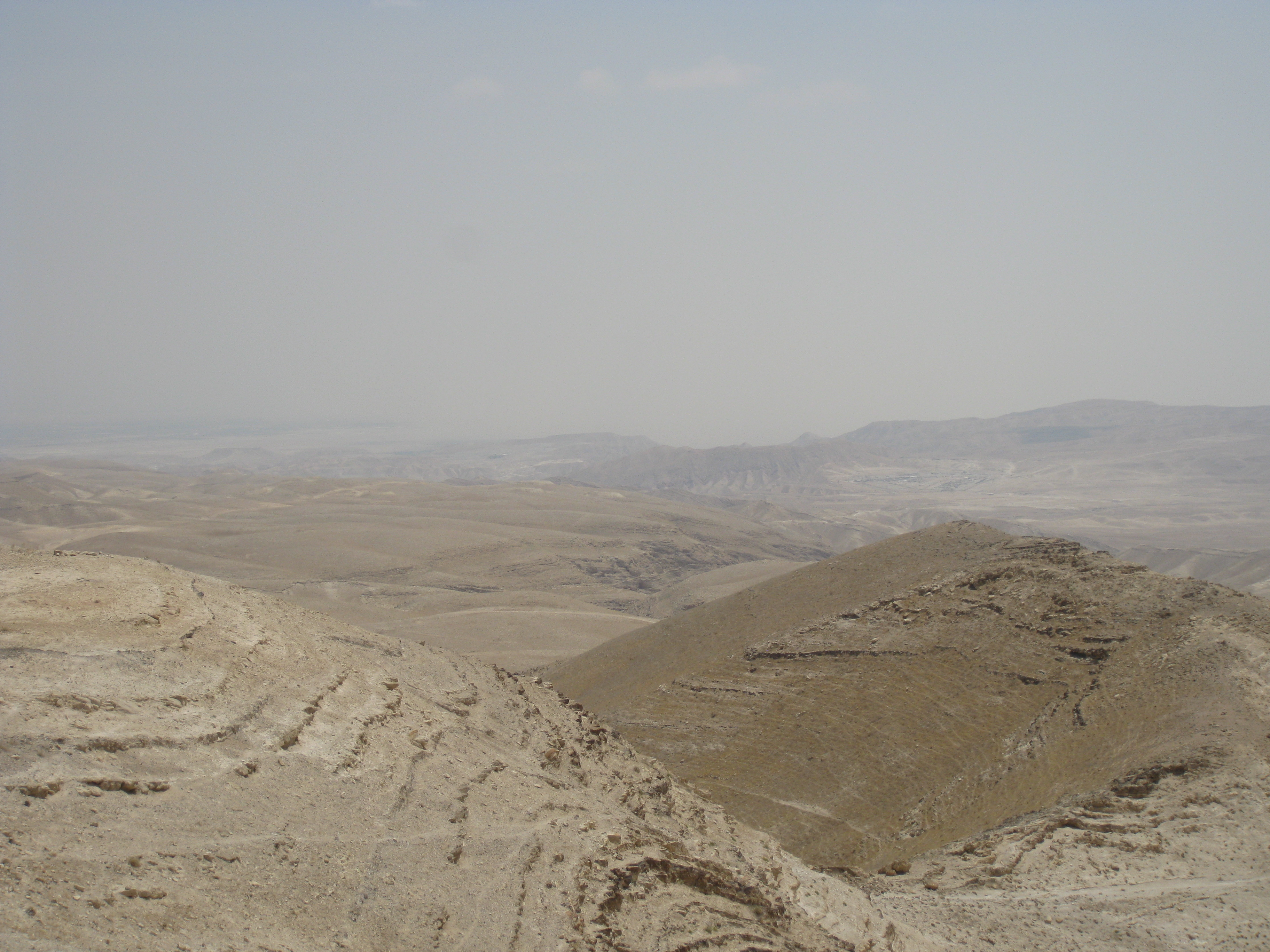
منحدر عزازيل في جبل المنطار بفلسطين

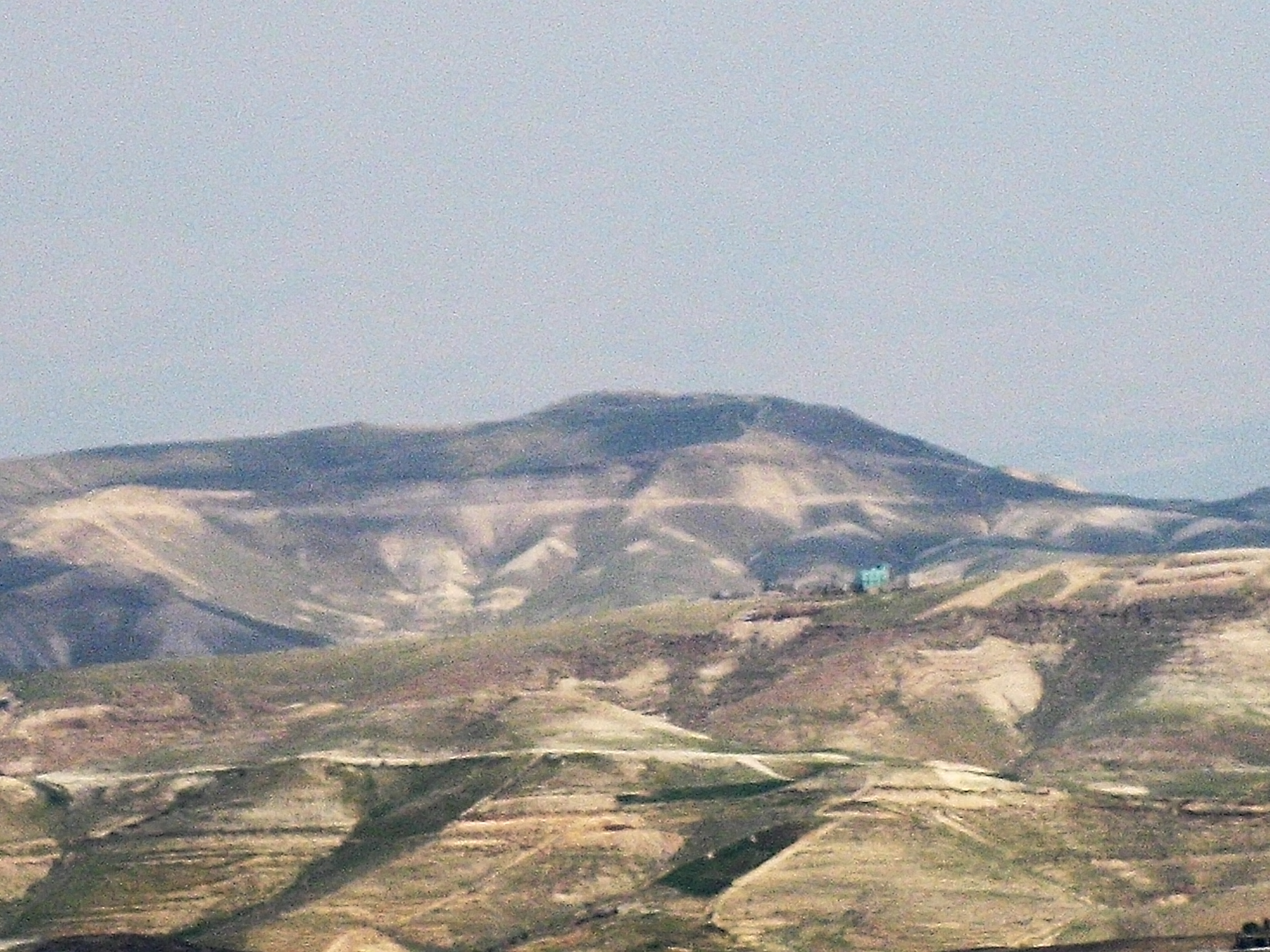
جبل عزازيل والمعروف أيضًا بجبل المنطار في صحراء الجليل بفلسطين

حسب التلمود عزازيل اسم المنحدر الذي يقاد فيه الكبش في يوم كيبور. وهذا ما اقتبسه مفسر التوراة شلمو يصحقي الذي اعتبر عزازيل بمعنى المنحدر أو الأرض الصعبة، وقبل معظم المفسرين اليهود هذا التفسير لتجنب تلويث التوراة بآثار عن تعدد الآلهة أو الإيمان بالشياطين. وحسب ابن عزرا عزازيل جبل قرب سيناء.
في نسخة الملك جيمس ترجم عزازيل إلى كبش فداء، وهذا مأخوذ من ترجمة وليام تيندال في 1530 تقريبا الذي فصل عزازيل إلى كلمتين عز وأُزل بمعنى «كبش يذهب» أي كبش يهرب أو كبش الهرب أو الفداء. ولأن هذا الكبش يرسل بعد وضع ذنوب الشعب عليه ويرمى من فوق منحدر إلى الصحراء ليهلك (ربما على يد شيطان الصحراء عزازيل) أصبحت كلمة كبش الفداء أو الهرب تشير لشخص عادة بريء يتهم أو يعاني أو يعاقب بذنب أو جريمة ارتكبها آخرون.